# カール・ハグルンド
カール・ハグルンド（Carl Haglund、1979年3月29日 - ）は、フィンランドの政治家、スウェーデン人民党党首。